# Telephone Line
Telephone Line è un singolo del gruppo musicale britannico Electric Light Orchestra, pubblicato nel 1977 ed estratto dall'album A New World Record.
Il brano è stato scritto e prodotto da Jeff Lynne.

## Tracce
- 7" (USA)

1. Telephone Line
2. Poor Boy (The Greenwood)

- 7" (UK)

1. Telephone Line
2. Poor Boy (The Greenwood)/King of the Universe